# ميروسلاف سيمان
ميروسلاف سيمان (بالسلوفاكية: Miroslav Seman)‏ هو لاعب كرة قدم ومدرب كرة قدم سلوفاكي في مركز حراسة المرمى، ولد في 14 يناير 1973 في ميخالوفتسى في سلوفاكيا. شارك مع منتخب سلوفاكيا لكرة القدم. أما مع النوادي، فقد لعب مع نادي جيلينا ونادي كوشيتسه.

## وصلات خارجية
- ميروسلاف سيمان على موقع الاتحاد الدولي (مؤرشف)  (الإنجليزية)
- ميروسلاف سيمان على موقع الاتحاد الأوربي (الإنجليزية)
- ميروسلاف سيمان على موقع قاعدة بيانات كرة القدم.إي يو (الإنجليزية)
- ميروسلاف سيمان على موقع ناشيونال فوتبول تيمز (الإنجليزية)
- ميروسلاف سيمان على موقع عالم كرة القدم.نت (الإنجليزية)